# جغرافیای موزامبیک

موقعیت موزامبیک در جنوب قاره آفریقا.

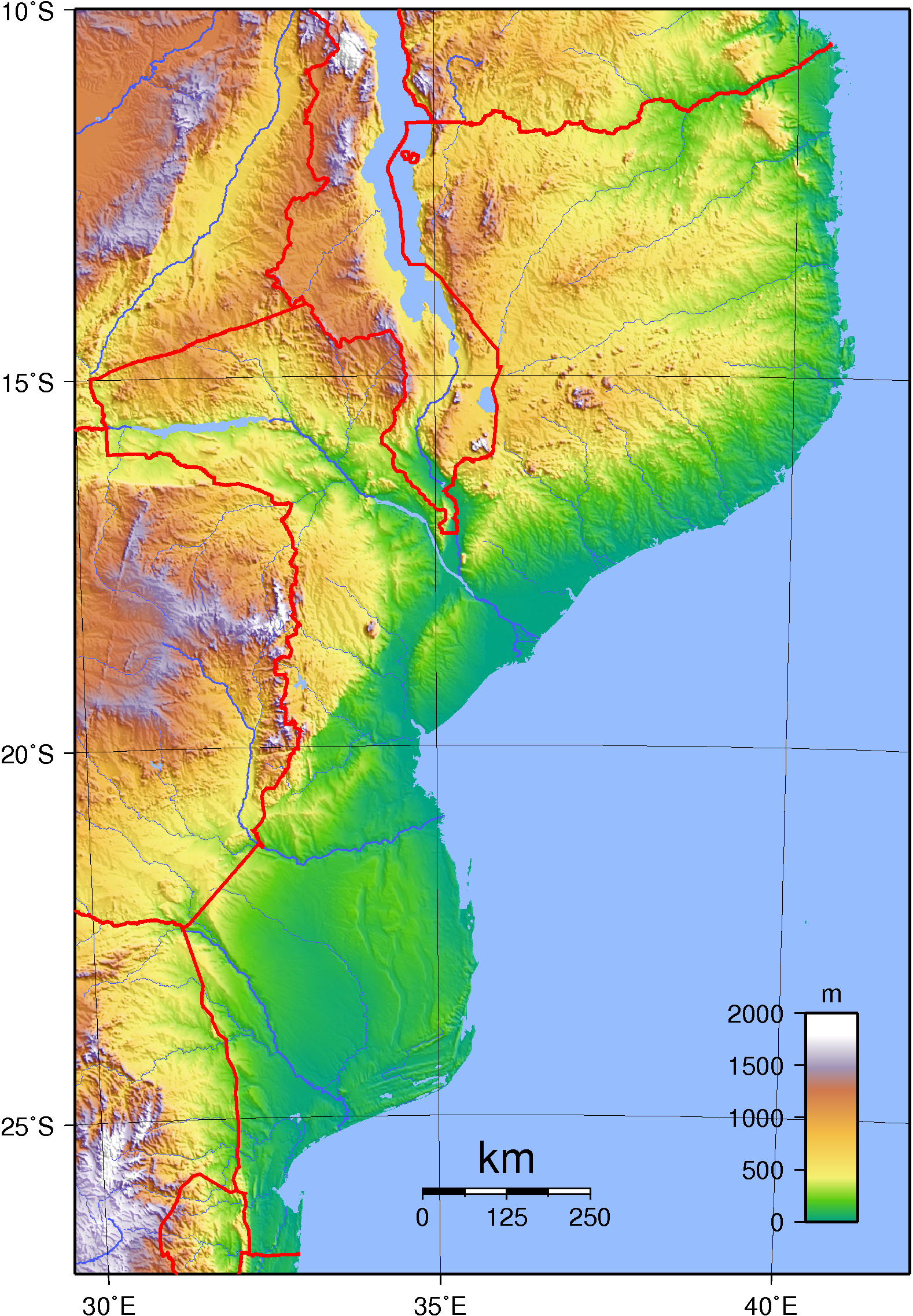
نقشه ناهمواری‌های موزامبیک.

نقشه سیاسی موزامبیک.

کشور موزامبیک در کرانه خاوری جنوب آفریقا، مستقیماً در غرب جزیره ماداگاسکار واقع شده‌است. موزامبیک بیش از ۸۰۰ هزار کیلومتر مربع مساحت دارد که سه برابر بریتانیای کبیر و حدوداً اندازه مساحت ترکیه است. است. این کشور که در جنوب شرق قاره آفریقا قرار دارد، با شش کشور دیگر، یعنی تانزانیا، مالاوی و زامبیا در شمال، زیمبابوه در غرب، آفریقای جنوبی و سوازیلند در جنوب مرز مشترک دارد.
سرزمین این کشور بیشتر از جلگه پَست ساحلی به اضافه ارتفاعات در مرکز کشور و فلات‌های مرتفع در شمال غربی تشکیل شده‌است. در غرب کشور نیز کوه‌هایی وجود دارد. در این کشور، جُلگه گسترده، کم‌ارتفاع و مرتعی از ساحل به سمت کوه‌های شمال و غرب بالا می‌رود. این فلات پست تقریباً نیمی از مساحت کشور را پوشش می‌دهد. 
موزامبیک از نظر ناهمواری‌های جغرافیایی توسط رود زامبزی به دو منطقه تقسیم شده‌است. در سمت شمال این رودخانه، نوارهٔ باریک ساحلی جای خود را به تپه‌های داخلهٔ کشور و دشت‌های پست می‌دهد. بلندی‌های سخت‌گذر در سمت غرب این نواحی واقع شده‌اند.
در جنوب رود زامبزی، زمین‌های پست پهنای بیشتری دارند و در جنوبی‌ترین نواحی کشور فلات ماشونالند و کوهستان لبومبو قرار گرفته‌اند.
جمعیت کشور در امتداد ساحل و دره‌های حاصلخیز رودخانه متمرکز شده‌است. زامبزی بزرگترین رودخانه از ۲۵ رودخانه این کشور است. بخش مهمی از موزامبیک را جنگل فرا گرفته‌است. 
خط ساحلی این کشور به طول ۲۵۰۰ کیلومتر دارای سواحل مناسب متعددی است که تالاب‌ها، صخره‌های مرجانی و رشته‌هایی از جزایر کوچک را در کنار خود جای داده‌اند. بلندترین نقطه موزامبیک مونته بینگا با ۲٬۴۳۶ متر ارتفاع و پست‌ترین نقطه آن کناره اقیانوس هند (صفر متر) است.
موزامبیک سرشار از منابع معدنی مانند طلا، زمرد، مس، سنگ آهن و بوکسیت است و در حال حاضر به اکتشاف نفت مشغول است.

## آب و هوا
موزامبیک دارای آب و هوای استوایی با دو فصل است، یک فصل مرطوب از اکتبر تا مارس و یک فصل خشک از آوریل تا سپتامبر.
شرایط آب و هوایی بسته به ارتفاع متفاوت است. بارندگی در امتداد ساحل زیاد و در شمال و جنوب کمتر است. بارش سالانه بسته به منطقه با میانگین ۵۹۰ میلی‌متر از ۵۰۰ تا ۹۰۰ میلی‌متر متغیر است. طوفان در فصل مرطوب نیز رایج است. محدوده دمای متوسط در ماپوتو از ۱۳ تا ۲۴ درجه سانتی‌گراد در ماه ژوئیه تا ۲۲ تا ۳۱ درجه سانتی‌گراد در ماه فوریه است. آب و هوای ساحلی شمال موزامبیک گهگاه تحت تأثیر طوفان‌های استوایی قرار می‌گیرد. کرانه‌های کشور معمولاً در طول سال آفتابی است.
آب و هوای دشت‌ها و کنار ساحل گرم و مرطوب است. مناطق کوهستانی خنک‌ترند، اگرچه گاهی اوقات به همان اندازه مرطوب‌اند. فصل گرم و بارانی از اکتبر تا آوریل ادامه دارد. بقیه سال آب و هوای معتدل‌تری دارد و خنک‌ترین ماه‌ها در ژوئن و ژوئیه است. بارندگی ناهموار و غیرقابل پیش‌بینی است. خشکسالی و سیل دوره‌ای رخ می‌دهد. موزامبیک در فوریه و مارس ۲۰۰۰ سیل‌های شدیدی را تجربه کرد که باعث تلفات جانی و ویرانی‌های زیادی شد.